# 日本オンラインゲーム協会
一般社団法人日本オンラインゲーム協会（にっぽんオンラインゲームきょうかい、英: Japan Online Game Association、略称：JOGA）は、日本におけるオンラインゲーム復興のための啓発および認知向上活動などを目的とする業界団体。

## 概要
経済産業省関東経済産業局によって運営されていたオンラインゲーム研究会とその分科会であるオンラインゲームフォーラム（OGF）を前身とする有限責任中間法人として2007年に設立され、2008年に中間法人法の廃止に伴い一般社団法人となった。
前身となったオンラインゲーム研究会・OGFは2004年から、オンラインゲーム市場統計調査、オンラインゲームガイドラインの策定を行っており、JOGAでもこの活動を引き継いでいる。
2012年8月15日にコンプガチャ問題に発するガチャに関するガイドラインをソーシャルゲーム6社連絡協議会（後のソーシャルゲーム協会）に先んじる形で公開した。

## 活動内容
出典：
- オンラインゲームに関する会員の事業活動支援
- オンラインゲームガイドラインの策定とその更新
- オンラインゲームに関する啓もう活動
- オンラインゲームに関する調査と研究およびセミナー、シンポジウムの実施
- オンラインゲームに関する国内外の企業、関係省庁、地方自治体、諸団体との情報交換および連携促進活動

## 分科会
不正アクセス分科会
不正アクセス、リアルマネートレード、セキュリティ、カスタマーサポート問題など
ビジネスアライアンス分科会
オンラインゲームからの派生ビジネス、異業種ビジネスとのマッチングなど
マーケティング分科会
マーケティングの情報共有など
ガイドライン分科会
運用に関するガイドライン策定など
各種セミナー
オンラインゲームに関わる法令、海外市場の動向などの各種セミナー

## 役員
| 役名         | 氏名       | 所属                                                        |
| ------------ | ---------- | ----------------------------------------------------------- |
| 共同代表理事 | 植田修平   | N/A                                                         |
| 共同代表理事 | 越智政人   | ガンホー・オンライン・エンターテイメント株式会社 常勤監査役 |
| 理事         | 浅井清     | 株式会社マギシステム 代表取締役社長                         |
| 理事         | 川本寛之   | 株式会社gumi 代表取締役社長                                 |
| 理事         | 村瀬龍馬   | 株式会社MIXI 取締役上級執行役員                             |
| 理事         | 五十嵐洋介 | KLab株式会社 代表取締役副会長                               |
| 理事         | 戸塚佑貴   | 株式会社アカツキ 取締役                                     |
| 監事         | 望月史郎   | 望月史郎公認会計士事務所                                    |